# Burckella thurstonii
Burckella thurstonii är en tvåhjärtbladig växtart som först beskrevs av William Botting Hemsley, och fick sitt nu gällande namn av Herman Johannes Lam. Burckella thurstonii ingår i släktet Burckella och familjen Sapotaceae. Inga underarter finns listade i Catalogue of Life.